# KRTAP3-1
KRTAP3-1 (англ. Keratin associated protein 3-1) – білок, який кодується однойменним геном, розташованим у людей на 17-й хромосомі. Довжина поліпептидного ланцюга білка становить 98 амінокислот, а молекулярна маса — 10 539.
| 10         |  | 20         |  | 30         |  | 40         |  | 50         |
| ---------- |  | ---------- |  | ---------- |  | ---------- |  | ---------- |
| MYCCALRSCS |  | VPTGPATTFC |  | SFDKSCRCGV |  | CLPSTCPHEI |  | SLLQPICCDT |
| CPPPCCKPDT |  | YVPTCWLLNN |  | CHPTPGLSGI |  | NLTTYVQPGC |  | ESPCEPRC   |

A: Аланін

C: Цистеїн

D: Аспарагінова кислота

E: Глутамінова кислота

F: Фенілаланін

G: Гліцин

H: Гістидин

I: Ізолейцин

K: Лізин

L: Лейцин

M: Метіонін

N: Аспарагін

P: Пролін

Q: Глутамін

R: Аргінін

S: Серин

T: Треонін

V: Валін

W: Триптофан